# كاتيا كيلر
كاتيا كيلر (بالألمانية: Katja Keller)‏ هي منافسة ألعاب القوى ألمانية، ولدت في 9 أغسطس 1980.

## وصلات خارجية
- كاتيا كيلر على موقع الاتحاد الدولي لألعاب القوى (الإنجليزية)